# Дубиця (станція)
Ду́биця (біл. Ду́біца) — залізнична станція Берестейського відділення Білоруської залізниці на неелектрифікованій лінії Берестя-Південний — Влодава між зупинними пунктами Збунін та Леплівка. Розташована за 2,7 км на північний захід від однойменного села Дубиця Берестейського району Берестейської області.

## Пасажирське сполучення
На станції зупиняються приміські поїзди сполученням Берестя — Влодава.